# レイ・フォース
レイ・フォース(RayForce)は、日本の企業。1992年4月3日設立。
PCエンジン後期に代表作である「スタートリング オデッセイシリーズ」の一作目を発売し、その後もPCエンジン、PC-FXでゲームソフトを開発した。
2010年以降は公式サイトが閉鎖されており、現在は消息不明。

## 作品
PCエンジン
- スタートリング オデッセイ
- スタートリング オデッセイ2 魔竜戦争
- スターブレイカー

PC-FX
- ミラークルム ザ・ラストレベレーション

そのほかの機種
- スタートリング オデッセイ ブルーエヴォリューション（プレイステーション）
- 白き魔女 -もうひとつの英雄伝説- - セガサターン版の移植開発

## 関連人物
- 坂田文彦
- 小林多加志
- 伏島美樹
- 中沢一登
- 宮川泰